# Шувалово (станция)
Шува́лово — станция Октябрьской железной дороги, расположена в 11 километрах от Финляндского вокзала на территории одноимённого дачного района, в современном муниципальном округе Шувалово-Озерки.
Каменное здание вокзала построено в 1898 году финским архитектором Бруно Гранхольмом в составе Финляндской железной дороги. Вокзал пользуется популярностью при киносъёмках как возле железной дороги, так и со стороны площади, и внутри здания. Здание вокзала используется только как зал ожидания, кассы вокзала закрыты с середины 2000-х годов.
На станции имеются подъездные пути, ведущие на предприятия и базы города Санкт-Петербурга. 2 больших и 1 малая платформы. Работают один вывозной тепловоз РЖД и один тепловоз ООО «АТЭТ».

На станции Шувалово происходили съёмки эпизодов фильма «Безымянная звезда» режиссёра Михаила Козакова, «Бакенбарды» Юрия Мамина, «Личная жизнь Кузяева Валентина» Игоря Масленникова (новелла «Незнакомка»), а также снимались фрагменты телесериалов «Улицы разбитых фонарей», «Брежнев», «Крик совы», «Золотой капкан», «Гастролёры», фрагмент телепроекта «Преступление в стиле модерн» и турецкого сериала «Курт Сеит и Александра».

## Фото

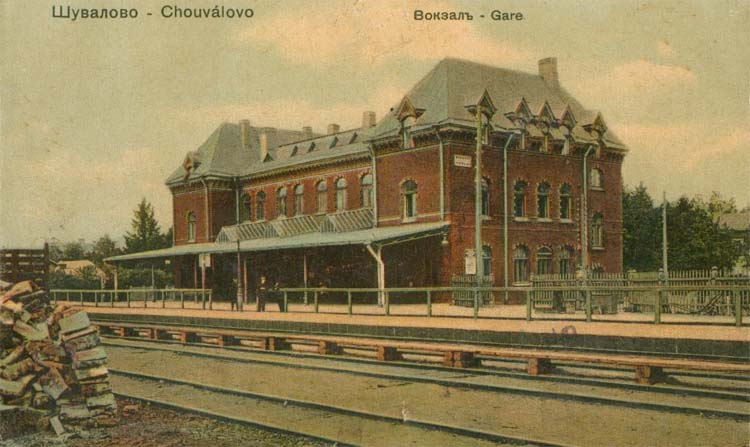
Вокзал в начале XX века
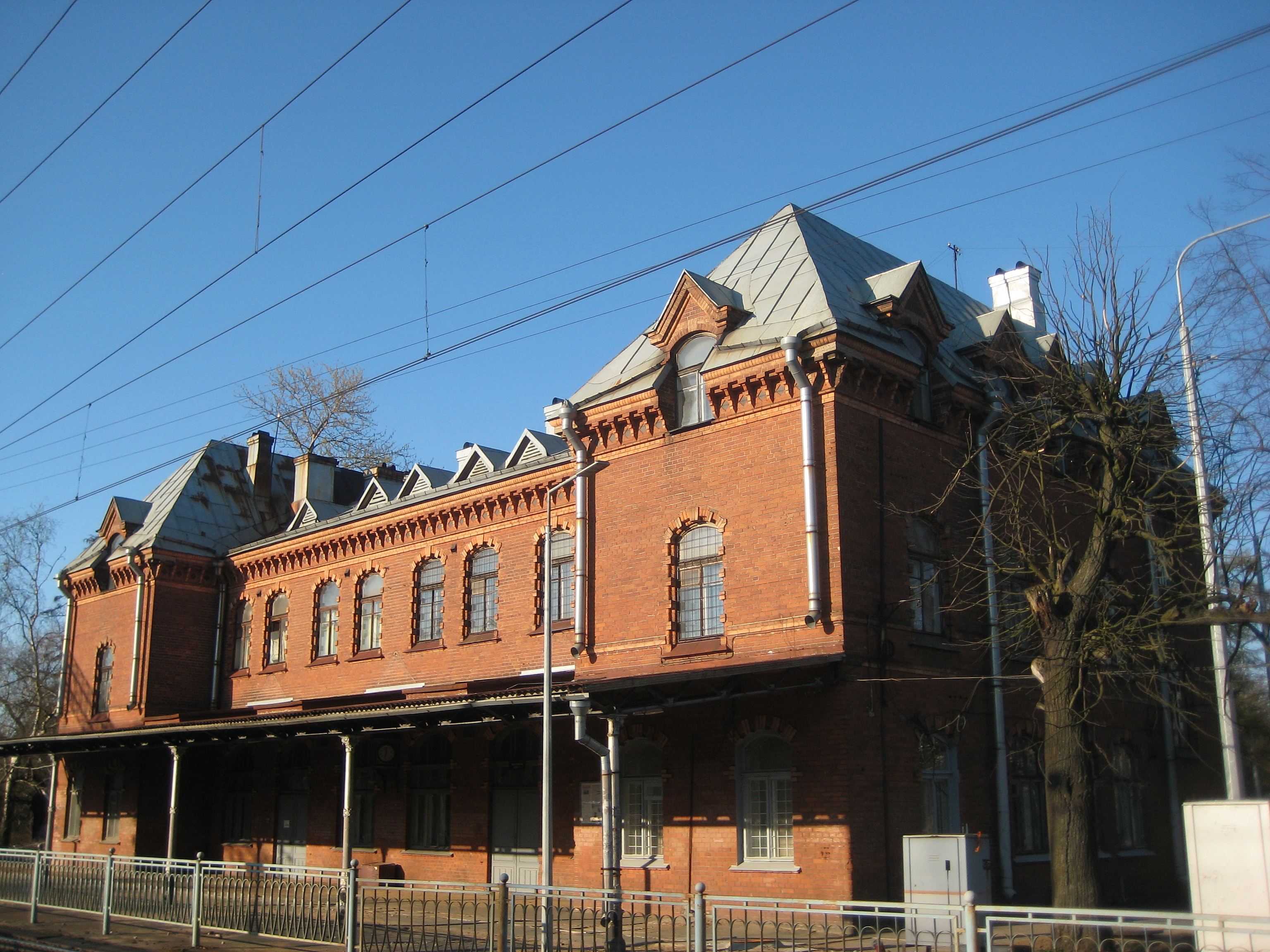
Вокзал в 2015 году